# Urtain, el rey de la selva... o así
Urtain, el rey de la selva... o así es una película documental española dirigida por Manuel Summers.

## Argumento
Película biográfica del boxeador José Manuel Ibar "Urtain" anterior a que obtuviera por primera vez su título de campeón de Europa en 1970.
Con la idea de base de que el hombre es más animal que racional, el director Manuel Summers arranca el documental con reflexiones sobre la violencia humana en peleas, guerras, etc y lo encadena con el mundo del boxeo. A partir de ahí, intercala una serie de entrevistas con el boxeador vasco y también con sus familiares, amigos y entrenadores. Entre los entrevistados, aparecen caras conocidas en intervenciones breves como José Legrá, Marisol, el torero Palomo Linares o los futbolistas Amancio y Paco Gento. Curiosa también la entrevista que un joven reportero José María García realiza a Urtain intentando que confiese si hay tongo o no en las peleas.

## Reparto
- José Manuel Ibar "Urtain" como él mismo
- Miguel Almazor como él mismo
- Isidro Echevarria como él mismo
- José Luis Velasco como él mismo
- Luis Sánchez Polack como domador de fieras humanas
- Cris Huerta como hombre impaciente conflictivo
- Pascual Costafreda
- Alfredo Ulecia
- Dioni Rodri como él mismo
- Arturo Delgado
- José María García como él mismo
- José Legrá como él mismo
- Paulino Uzcudun como él mismo
- Amancio Amaro como él mismo
- Paco Gento como él mismo
- Marisol como ella misma
- Sebastián Palomo Linares como él mismo
- Jaime de Mora y Aragón como él mismo
- Manuel Summers como él mismo
- Felisa Azpiazu como ella misma
- Antonio Ibar como él mismo
- Eusebio Ibar como él mismo
- José Urbieta como él mismo
- María Cecilia Urbieta como ella misma

## Premios
Medallas del Círculo de Escritores Cinematográficos
| Categoría   | Candidatos     | Resultado |
| ----------- | -------------- | --------- |
| Mejor guion | Manuel Summers | Ganador   |